# 小行星2237
小行星2237（2237 Melnikov）是一颗围绕太阳公转的小行星。1938年10月2日，格利果利·N·諾伊明在克里米亚发现了此天体。
該小行星以俄羅斯天文學家奧列格·梅爾尼科夫（Oleg Melnikov）命名。
这颗小行星的绝对星等为266.6967592417441等。